# 데이브 마르티네스
데이비드 마르티네스(David Martinez, 1964년 9월 26일 ~ )은 미국의 전직 메이저 리그의 외야수이자, 현직 메이저 리그 워싱턴 내셔널스의 감독이다.  그는 이전적으로 탬파베이 레이스와 시카고 컵스를 위하여 벤치 코치를 지냈다.  그는 1986년부터 2001년까지 컵스, 몬트리올 엑스포스, 신시내티 레즈, 샌프란시스코 자이언츠, 시카고 화이트삭스, 탬파베이 데빌 레이스, 텍사스 레인저스, 토론토 블루제이스와 애틀랜타 브레이브스를 위하여 선수로서 활약하였다.  마르티네스는 .276 점의 경력 타구 평균, 1,599개의 안타, 91개의 홈런, 795개의 매긴 득점과 580개의 타점을 가졌다.
마르티네스는 2008년 레이스를 위하여 조 매든 감독 아래 벤치 코치가 되었다.  2014년 시즌 후에 매든이 컵스의 감독이 될 때 마르티네스는 벤치 코치로서 거기에 그에게 가입하였다.  내셔널스는 2017년 시즌 후에 감독으로서 그를 기용하였고, 자신의 2번째 시즌에서 팀을 2019년 월드 시리즈 우승으로 이끌었다.

## 어린 시절
뉴욕 브루클린에서 푸에르토리코인 부모에게 태어난 마르티네스는 맨해튼에서 93번지 거리와 렉싱턴가에 살았다.  그러고나서 그는 브렌트우드에 살았으며 BYA (브렌트우드 청소년 활동)을 위하여 리틀 리그를 활약하였다.  13세의 나이에 삼촌들 중 한명의 추천에서 그의 가족은 플로리다주 올랜도로 이주하였다.
마르티네스는 윈터파크에 있는 레이크 호얼 고등학교를 다녔다.  그는 1981년 파이브 스타 컨퍼런스 챔피언십을 우승한 학교 야구 팀에 활약하였다.  그러고나서 자신이 대학 야구를 활약한 발렌시아 커뮤니티 칼리지에 입학하였다.

## 프로 경력
시카고 컵스는 1983년 메이저 리그 베이스볼 드래프트의 1월 단계에서 마르티네스를 선발하였다.  자신이 계약을 맺은 후, 그는 클래스 A 쇼트 시즌 뉴욕 펜 리그의 제네바 컵스와 클래스 A 미드웨스트 리그의 쿼드 시티즈 컵스를 위하여 활약하였다.  그는 1984년 시즌을 쿼드 시티즈와 시작하였고, 1985년 그는 클래스 A 상급 캐롤라이나 리그의 윈스턴-세일럼 스피리츠로 승진을 받았다.  마르티네스는 .342 점의 타구 평균과 함께 캐롤라이나 리그를 이끌었고, 2위로 들어온 키스 밀러와 존 윌슨은 .302 점을 타구하였다.  마르티네스는 AAA 아메리칸 어소시에이션의 아이오와 컵스와 함께 1986년 시즌을 시작하였다.
그해 6월 15일 컵스는 처음으로 마리티네스를 메이저 리그로 승진시켰고, 그는 밥 더니어를 위하여 부상 대체 선수로 지냈다.  그는 8월 마이너 리그로 도로 선택되기 전에 .119 점의 타구 평균 (8 루 67 타)을 가졌다.  마르티네스는 1987년 컵스의 메이저 리그 명부를 이루어 더니어와 중견수에서 시간을 갈랐다.  그는 142개의 경기에서 .292 점을 타구하였다.  1988년 시즌에서 마르티네스는 분투하여 6월 중순에 .230 점을 타구하였다.  7월 14일 마르티네스는 미치 웹스터를 위한 교환에서 몬트리올 엑스포스로 이적되었다.  그는 .255 점의 타구 평균과 23개의 도루와 함께 1988년을 끝냈다.
마르티네스는 자신의 오른손 잡이 투수들에 타구하고, 왼손 잡이 투수들에 억누르면서 엑스포스에서 복수의 선수로서 공이 던져졌다.  엑스포스는 또한 자신들의 명단에 외야수들 오티스 닉슨, 마키스 그리섬과 래리 워커가 있었다.  1989년 그는 126개의 경기를 활약하여 .274 점을 안타하였다.  1990년 마르티네스는 중견수를 위한 경연을 그리섬에게 잃었다.  하지만 그리섬은 부상을 당하고, 마르티네스는 중견수에서 닉슨과 교대로 맡았다.  그해 마르티네스는 118개의 경기에서 11개의 홈런과 함께 .279 점을 타구하였다.  1991년 그는 .295 점을 타구하였다.  1991년 시즌 후에 엑스포스는 빌 리즐리와 존 웨틀랜드를 위하여 마르티네스를 윌리 그린과 스콧 러스킨과 함께 신시내티 레즈로 이적시켰다.  그는 레즈를 위하여 에릭 데이비스를 위한 대체 선수로 찾아졌다.  그는 봄 훈련이 있는 동안 출발 포지션을 위하여 레지 샌더스와 경쟁하였다.
1992년 마르티네스는 레즈를 위하여 활약하였으나 샌더스가 레즈의 출발 중견수로서 자신을 설립하면서 마르티네스는 시즌 후에 자유 계약을 위하여 선언하였다.  그는 1993년과 1994년 시즌을 위하여 샌프란시스코 자이언츠와 2년 계약을 맺었다.  1993년 그는 찢어진 햄스트링을 앓아 91개의 경기로 제한되었다.  그는 몇몇의 시즌들에 자신의 최저 평균인 .241 점을 타구하였다.  그가 .247 점의 평균, 4개의 홈런과 27개의 타점으로 보유된 후, 1994년 10월 자이언츠는 마르티네스를 포기하였다.
마르티네스는 1995년 시즌을 위하여 시카고 화이트삭스와 1년, 50만 달러의 계약을 맺었다.  그는 진 래먼트 감독 아래 제한된 활약 시간을 받았다.  래먼트가 테리 베빙턴에 의하여 대체되었을 때 마르티네스는 활약 시간에서 증가를 보았다.  그는 1996년과 1997년 시즌을 위하여 2년, 1.425 백만 달러의 계약을 맺었다.  그는 동료 백업 선수 라일 머튼과 더불어 대런 루이스, 토니 필립스와 대니 타타불의 뒤에 백업 선수로서 1996년 시즌을 보냈다.
1997년 마르티네스는 .286 점을 타구하고, 12개의 홈런과 55개의 타점과 함께 경력 최고 기록을 세웠다.  그러고나서 그는 1.75 백만 달러에 3번째 시즌을 위한 선택권과 함께 3.5 백만 달러 가치에 확장의 탬파베이 데빌 레이스와 2년 계약을 맺었다.  플로리다주에서 활약하는 데 그의 욕망에 추가에서 그는 프레드 맥그리프, 윌슨 알바레스와 로베르토 에르난데스의 팀이 추가들에 의하여 유혹되었다.  1998년 그는 탬파 역사상 첫 안타를 기록하였다.  그가 1999년 시즌의 자신의 500번째 타석을 기록했을 때 2000년 시즌을 위한 그의 계약 선택권이 부여되었다.
2000년 시즌의 자신의 첫 29개 경기들에서 .260 점을 타구한 후, 자신들의 투수들을 향상시키는 데 필요했던 데빌 레이스는 마크 거스리와 돈을 위하여 마르티네스를 컵스로 이적시켰다.  6월 9일 컵스는 플로리다 말린스에서 텍사스 레인저스로 척 스미스를, 말린스에서 컵스로 브랜트 브라운을 보낸 3개의 팀 이적에서 마르티네스를 레인저스로 이적시켰다.  8월 4일 레인저스는 나중에 지명될 선수를 위하여 마르티네스를 토론토 블루제이스로 이적시켰다.  1901년 이래 한 시즌에 4개의 팀을 위하여 활약하는 데 이전의 선수들은 프랭크 휼스먼 (1904년), 윌리스 허들린 (1940년), 폴 레너 (1951년), 웨스 코빙턴 (1961년), 마이크 킬케니 (1972년)와 데이브 킹먼 (1977년)이다.  댄 미셀리 (2003년)와 호세 바우티스타 (2004년)가 후에 업적을 이루었다.  블루제이스와 함께 팀이 아메리칸 리그의 와일드카드를 위하여 싸우면서 그는 부상을 당한 라울 몬데시를 위하여 채웠다.  4개의 팀들 사이에 그는 132개의 경기에서 .274 점의 타구 평균, 5개의 홈런과 47개의 타점을 가졌다.
마르티네스는 2001년과 2002년 시즌을 커버하는 애틀랜타 브레이브스와 대략 3백만 갈러의 가치에 2년 계약을 맺었다.  2001년 시즌의 전반에 그는 .328 점을 타구하였으나 후반에는 .233 점 밖에 안되었다.  그해 후순에 그는 무릎뼈에 만성의 건염과 진단되었다.  브레이브스가 휴스턴 애스트로스를 꺾은 내셔널 리그 디비전 시리즈와 브레이브스가 애리조나 다이아몬드백스에게 패한 내셔널 리그 챔피언십 시리즈에서 그가 활약하면서 그는 자신 경력에 단 한번을 위하여 포스트 시즌에 나왔다.  마르티네스는 2002년 브레이브스로 복귀하였으나 봄 훈련 동안 자신의 오른쪽 무릎에 부상을 당한 후 전체 시즌을 놓쳤다.  그는 은퇴를 선언하였다.  자신이 활약한 1,919개의 경기에서 그는 .276 점의 경력 타구 평균, 1,599개의 안타, 91개의 홈런, 795개의 매긴 득점과 580개의 타점을 가졌다.

## 코치 경력
2006년과 2007년 마르티네스는 봄 훈련 강사로서 탬파베이 레이스를 위하여 일하였다.  2007년 10월 11일 그는 레이스에 의하여 벤치 코치로서 기용되었다.  레이스의 벤치 코치로서 마르티네스는 방어적 위치의 책임에 있었으며 번트와 주루에 레이스의 선수들과 일하였다.
마르티네스는 2010년 오프 시즌에 블루제이스와 리블랜드 인디언스와 감독 직위들을 위하여 인터뷰를 가졌다.  2011년 오프 시즌 동안 마르티네스는 화이트삭스의 감독 직위를 위하여 인터뷰를 가졌다.  화이트삭스는 로빈 벤투라를 기용하였다.  2012년 시즌 후에 마르티네스는 보 포터에게 간 애스트로스의 감독 지위를 위하여 숙고되었다.  2013년 오프 시즌 동안 그는 릭 렌테리아에게 간 컵스와 맷 윌리엄스에게 간 워싱턴 내셔널스의 감독 직위들을 위하여 인터뷰를 가졌다.
레이스의 조 매든 감독은 2014년 시즌 후에 팀과 함께 그의 계약에 손을 때었다.  레이스는 누가 팀을 감독해야 하느에 자신들의 선수들로부터 의견을 추구하였다.  에번 롱고리아, 알렉스 콥와 벤 조브리스트는 마르티네스를 추천하였다.  마르티네스는 직위를 위하여 인터뷰를 가졌으나 레이스의 3명의 결승 출장 후보가 아니었다.  마르티네스는 레이스를 떠나는 데 자신의 의지를 공고하였다.  12월 4일 그는 매든 아래 컵스를 위하여 벤치 코치로서 기용되었다.  2016년 마르티네스는 그해 월드 시리즈를 우승하여 108년간 장기적인 부족을 깬 팀을 이끈 컵스의 코치들의 일부였다.

## 감독 경력

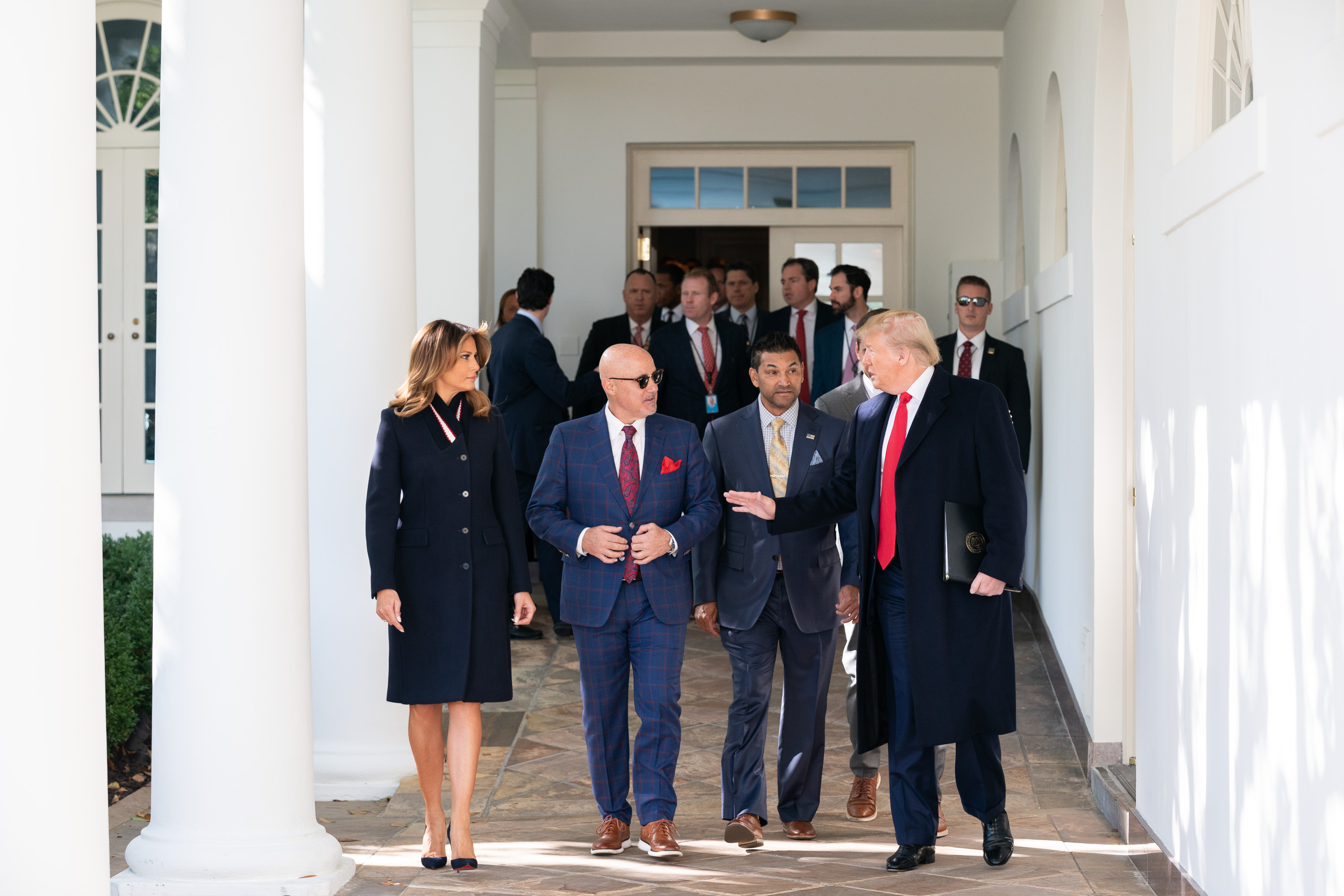
워싱턴 내셔널스의 2019년 월드 시리즈 우승 후, 백악관에서 도널드 트럼프 대통령 내외와 함께 한 마이크 리조 총장과 마르티네스 감독

워싱턴 내셔널스는 팀이 내셔널 리그 디비전 시리즈에 도달하여 5개의 경기에서 패한 2연속 시즌 후에 더스티 베이커 감독의 계약을 연기하지 않도록 선출하였다.  마르티네스는 감독을 위하여 언급된 후보들의 겨우 소수의 하나였다.  2017년 10월 30일 내셔널스는 2021년 시즌을 위한 팀의 선택권과 함께 2018년 시즌과 시작된 3년 감독 계약에 마르티네스와 함께 자신들의 조건들이 왔다고 공고하였다.
팀이 엑스포스였던 1988년부터 1991년까지 팀과 활약한 후, 마르티네스는 내셔널스의 프랜차이즈로 돌아왔다.  시즌을 시작하는 데 3월 30일 내셔널스가 레즈를 2 대 0으로 완봉하면서 자신이 감독한 첫 경력 경기에서 메이저 리그 감독으로서 자신의 첫 우승을 얻었다.  자신의 첫 시즌을 통하여 마르티네스는 주요 구성 운동들을 이루었다.  이 일들은 5월 1일 4년의 세월에 처음으로 1번 타자 브라이스 하퍼를 놓고, 5월 19일 최우수 선수 맥스 슈어저를 121개의 피치를 던지는 데 허용한 일을 포함한다.  내셔널스는 82 승 80 패의 기록과 함께 2018년 시즌을 끝냈다.
내셔널스는 2019년 시즌을 19 승 31 패로 시작하였고, 대중의 요구들은 마르티네스가 해고되는 데 청하였다.  내셔널스는 다시 일어나 2019년 월드 시리즈에 도달하였다.  최고의 7개 시리즈의 6번째 경기에서 마르티네스는 논쟁적 충동에 심판과 싸운 후 퇴장을 당하였다.  다음날 밤 7번째 경기에서 마르티네스와 내셔널스는 애스트로스를 꺾으면서 월드 시리즈의 우승을 획득하였다.  월드 시리즈에서 일어난 처음으로 방문 팀으로서 4개의 경기들을 전부 우승하였다.